# Предположение об открытости мира
Предположение об открытости мира, (ПОМ) — предположение в формальной логике о том, что истинность утверждения не зависит от того, «известно» ли какому-либо наблюдателю или агенту о верности данного утверждения.
Оно противоположно предположению о замкнутости мира, из которого следует, что ложно любое утверждение, о котором не известно, что оно верно.

## Описание
ПОМ используется в представлении знаний, чтобы кодировать неформальное понимание того, что вообще никакой агент или наблюдатель не имеют полного знания, поэтому не могут делать предположение о закрытости мира. ПОМ ограничивает виды вывода и заключений агента теми, которые следуют из утверждений, которые, как известно агенту, верны. В свою очередь, предположение о закрытости мира позволяет агенту выводить из утверждения, истинность которого неизвестна, новые необоснованные утверждения, как если бы исходное утверждение было определённо ложным.
Как эвристика, ПОМ применяется, когда мы представляем знание в пределах системы, поскольку мы обнаруживаем это, и в то же время не можем гарантировать, что мы обнаружили или обнаружим полную информацию. При ПОМ, утверждения о знании, которые не включены или выведены из знания, явно зарегистрированного в системе, можно считать неизвестными, а не неправильными или ложными.
Языки семантической паутины, такие, как RDF(S) и OWL используют предположение об открытости мира. Отсутствие специфического утверждения в пределах веба означает, в принципе, что утверждение явно ещё не было сделано, независимо того, было бы оно верным или нет, и независимо того, верим ли мы (или поверили бы), что это (или была бы), правдой или ложью. В основном, только от отсутствия утверждения, дедуктивный рассуждатель не может (и не должен) выводить, что утверждение ложно.
Многие процедурные языки программирования и базы данных используют предположение о закрытости мира. Например, типично, когда база данных компании авиалиний не содержит сведений о месте назначения пассажира, это означает, что данный пассажир не зарегистрировался. Предположение о закрытости мира обычно применяется, когда у системы есть полный контроль над информацией; дело так обстоит и со многими приложениями баз данных, где система транзакций базы данных работает в роли центрального брокера и арбитра параллельных запросов от множества независимых клиентов (например, от туристических компаний). Есть однако множество баз данных с неполной информацией, например, из того что нет никаких упоминаний в истории болезни пациента о конкретном виде аллергии, нельзя предположить, что пациент не страдает ею.

## Примеры
Утверждение: «Мэри» «является гражданкой» «Франции»
Вопрос: Действительно ли Paul — гражданин Франции?
Ответ «Закрытого мира» (например SQL): Нет.
Ответ «Открытого мира»: неизвестно.